# Villino Uzielli
Il villino Uzielli si trova in piazza D'Azeglio 39 a Firenze, nel cuore di uno dei quartieri ottocenteschi più raffinati e signorili della città.

## Storia
L'edificio occupa in parte l'area di quella che è stata una delle prime costruzioni realizzate nella zona, dopo che erano state tracciate le vie e il perimetro della piazza. Qui, infatti, sorgeva il teatro Principe Umberto, inaugurato nel luglio del 1869. L'edificio andò distrutto in un violento incendio sviluppatosi nel dicembre del 1889, di cui esiste ampia documentazione fotografica.
Il villino, che ora si trova al suo posto, fu eretto dall'architetto Paolo Emilio André (genero di Adolfo Coppedè) tra il 1902 e il 1904 su committenza di Paolo Uzielli, e presenta una originale commistione di elementi propri del linguaggio Jugendstil (elementi in ferro dei balconi, elementi che legano i due balconi) con altri recuperati dalla tradizione neorinascimentale, ovviamente riletti nello spirito dell'epoca e comunque di indubbia originalità, tanto da rendere l'edificio unico nel panorama fiorentino. Alcune modifiche intervenute nel tempo (le fotografie scattate attorno al 1910, ad esempio, mostrano il balcone sorretto da monumentali teste bovine) e di come l'attuale stato di conservazione della facciata non restituisca più la policromia offerta dagli inserti dipinti con elementi floreali al primo e all'ultimo piano.
Abitò qui con la famiglia, nel 1949, lo scrittore e saggista Raffaello Franchi.
Dal 1967 è protetto da vincolo conservativo.

## Descrizione

### Esterno
Il villino presenta un impianto a sviluppo longitudinale, articolato in un corpo principale collegato ad un secondo corpo di fabbrica sul retro.
Il blocco principale, a tre piani fuori terra più un seminterrato, è affiancato da due stretti corpi laterali su cui si aprono i portoni, e presenta una facciata imponente, movimentata dalle masse aggettanti dei balconi e dal sovrabbondante ed eterogeneo apparato decorativo. Si conclude con un grande tetto in aggetto, con sottogronda decorato, sostenuto da coppie di mensoloni in legno. Da segnalare inoltre l'uso combinato di pietra naturale arenaria e di pietra artificiale modellata in situ, a determinare il complesso apparato decorativo, che per altro fu causa del procrastinarsi del lavori rispetto ai tempi preventivati. 

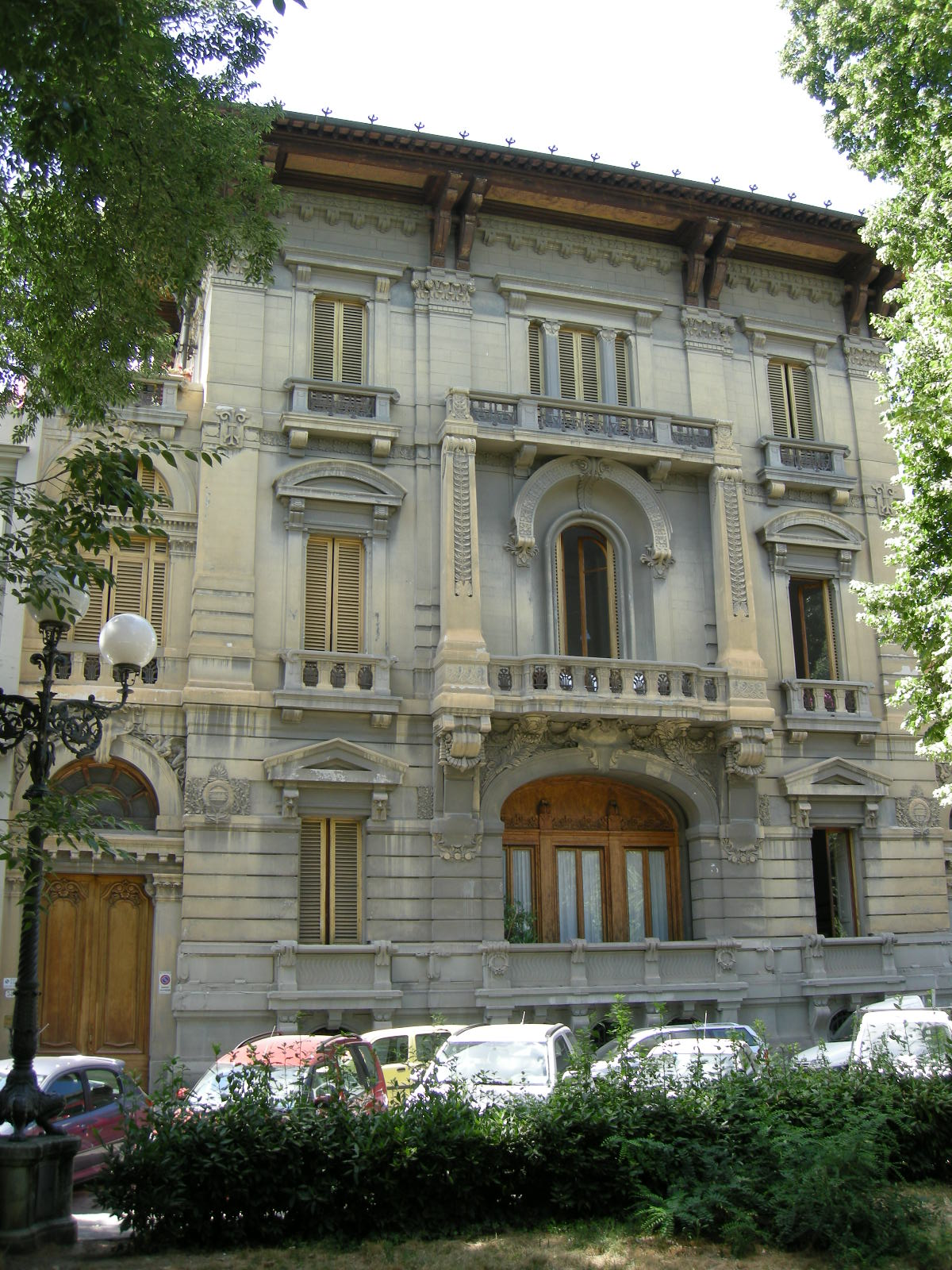
Facciata

La facciata è trattata con un rivestimento a lunghe fasce orizzontali al primo piano, simili a obelischi e inframmezzate da cornici e da decorazioni a fogliami e ghirlande; ai piani superiori invece è coperta da intonaco liscio, serrata alle estremità e tripartita all'interno da larghe lesene concluse da capitelli corinzi oltre i quali si distende un'alta fascia sottogronda decorata e sui quali poggiano i mensoloni di sostegno della gronda.
In facciata si aprono tre finestre per piano con relativo balcone. Il settore centrale, inquadrato da due lesene raddoppiate, è quello maggiormente caratterizzato in senso formale, con la progressione verticale di ampie aperture di differente disegno.
Al pian terreno, al di sopra delle finestrelle ad arco del seminterrato scavate sotto le mensole di sostegno degli stretti balconi con balaustra interamente in muratura - decorata da cartelle ricadenti dai davanzali e da ghirlande - si disegna un ampio fornice con centina ad arco ribassato e decori floreali nei cunei superiori.
All'interno del fornice si apre la porta-finestra sormontata da un pregevole pannello in legno, tuttora ben conservato, scolpito a motivi floreali.
Al primo piano il balcone aggettante con balaustrata a pilastrini è sostenuto da mensoloni di "turgida modellazione" che hanno sostituito le due teste bovine originarie. Il balcone è inoltre incorniciato da due pesanti pilastri decorati, rastremati verso l'alto e conclusi da un ricciolo su cui poggia il balcone del secondo piano. La porta-finestra del piano nobile è ad arco, incorniciata da una spessa ghiera decorata, mentre l'apertura del secondo piano appare architravata e tripartita.
Le differenze esistenti tra le finestre laterali riguardano invece la modellazione dei balconcini, che a ciascun piano ripropongono la morfologia del balcone centrale, e le incorniciature superiori, a timpano triangolare sostenuto da protome a pian terreno, a timpano curvilineo al primo piano ed infine a spessa cornice rettilinea al piano conclusivo.
Si affiancano al corpo di fabbrica principale i due stretti corpi laterali con i portoni architravati, sovrastati da una lunetta e arricchiti da decorazioni a rilievo. Ambedue i corpi laterali sono coperti a terrazza, con balaustrata in muratura, e si elevavano originariamente fino all'altezza del primo piano. Una successiva sopraelevazione ha portato il corpo laterale di sinistra al livello del solaio del secondo piano.

### Interno

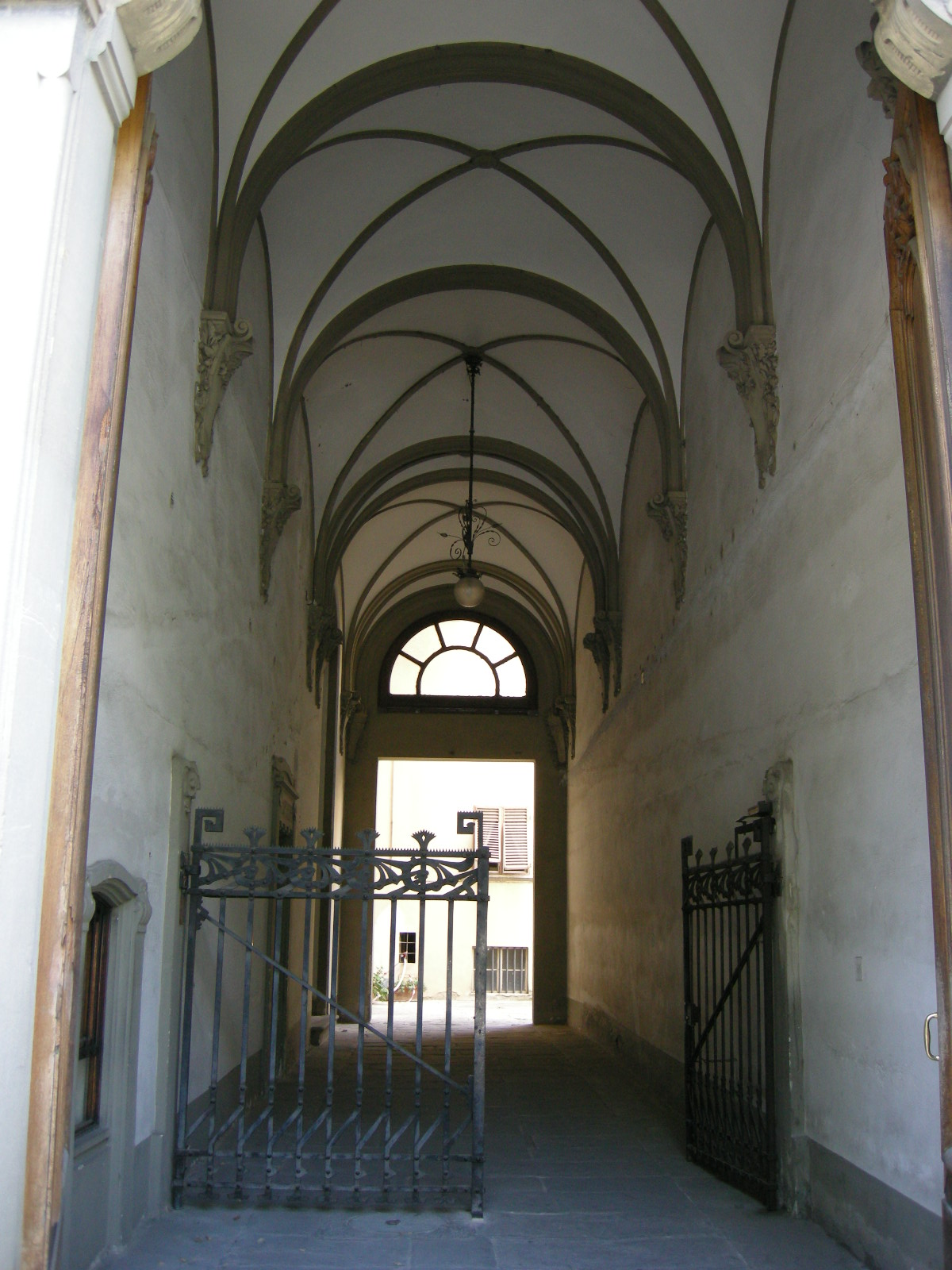
Vano di entrata

L'ingresso all'edificio avviene dal portone di destra e immette in un lungo vestibolo lastricato, coperto da volte a vela costolate in pietra serena e impostate su peducci riccamente ornati.
Il vestibolo è chiuso all'estremità opposta da un secondo portone che immette nel cortiletto tra il corpo principale e il corpo sul retro, circondato da un resede. All'interno del vestibolo si aprono, sulla parete sinistra, la finestra e la porta di accesso della portineria, ambedue commentate da cornici in pietra serena molto stilizzate di impronta secessionista, al pari della scritta "portiere" sulla cornice della porta. Le due aperture sono separate da una cancellata in ferro battuto, agganciata a due pilastrini in pietra serena con falso capitello scolpito. In fondo alla parete si apre la grande porta a vetri di accesso alla scala interna in pietra.
Di ampie dimensioni, il vano scala, che contiene anche l'ascensore, è illuminato da un lucernario in legno e vetro e da due finestroni laterali ad arco. Sui due ripiani si aprono un totale di cinque porte incorniciate, più, al primo piano, un corridoio che disimpegna gli accessi di altri appartamenti.
Negli interni sono da segnalare vari significativi esempi di progettazione unitaria assolutamente aggiornati al gusto internazionale dei primi del Novecento, con interventi pittorici e decorativi di Galileo Chini e Giuseppe Catani Chiti, e arredi della Casa Artistica (il laboratorio artigiano della famiglia Coppedè), tutti accuratamente descritti nella relazione storico artistica stilata nel 1997 da Mirella Branca e Mariachiara Pozzana, finalizzata al vincolo architettonico dell'edificio e in parte pubblicata da Ulisse Tramonti.

### Pertinenze

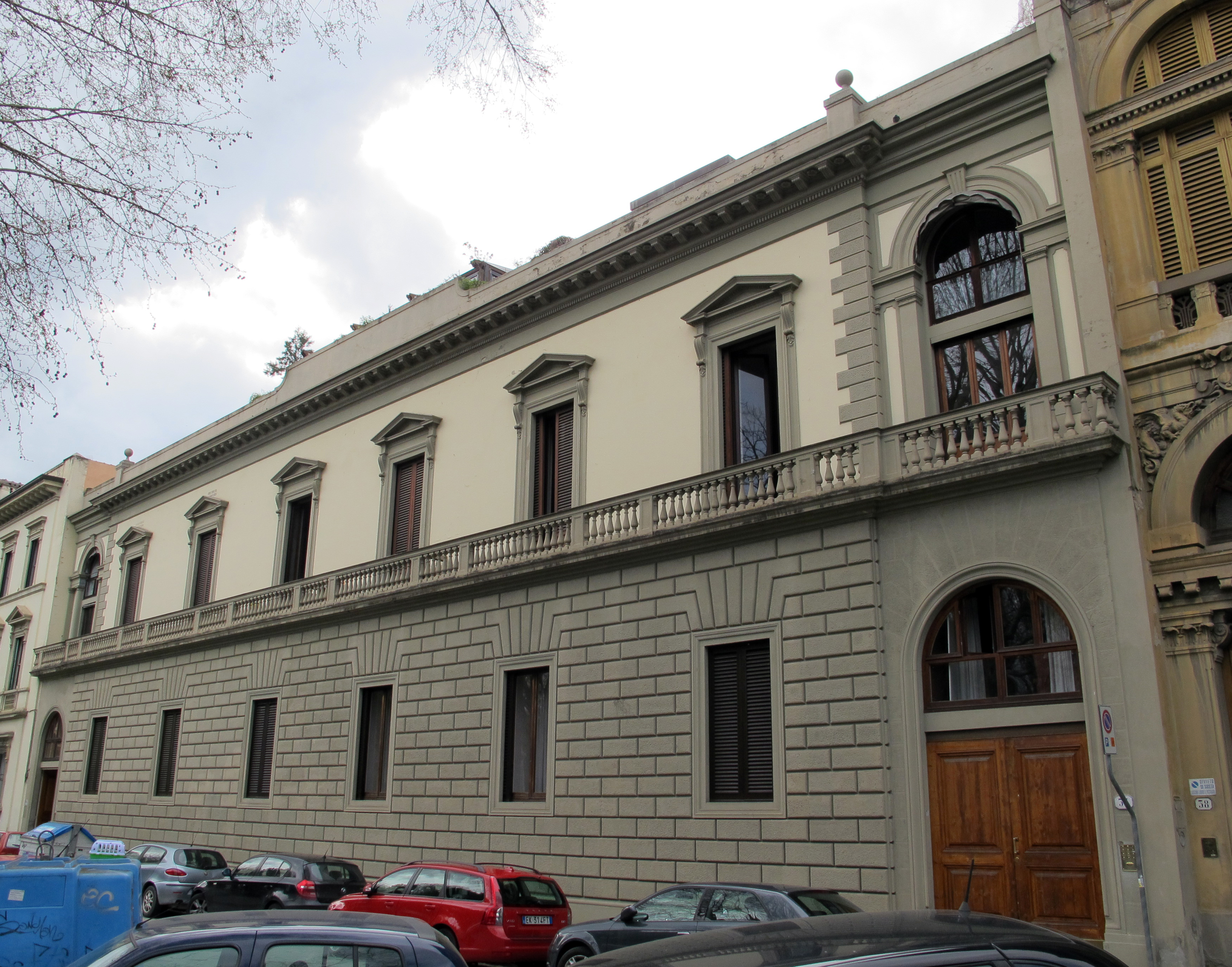
Villino Uzielli

Attiguamente, al 36-37, si trova una palazzina di pertinenza. Fu eretta nel 1870 dall'impresario e maestro muratore Martino Cambi su commissione di Guido Uzielli, fratello di Paolo, e ampliata e ridisegnata ai primi del Novecento su progetto dell'architetto Riccardo Mazzanti, a seguito dell'acquisto di nuovi terreni resisi disponibili dopo l'incendio che aveva distrutto il teatro Principe Umberto che qui sorgeva. Originariamente sulla destra l'edificio si estendeva per un solo piano, coronato da una serra, eliminata nel 1910 e sostituita con ambienti in muratura su progetto dell'architetto Filippo Gomez Homen, ampliamento questo che peraltro consentì a Paolo Uzielli, fratello di Guido, di portare il basso corpo a sinistra del suo villino confinante agli attuali due piani, dotandolo di un grande terrazzo panoramico. Attualmente l'edificio si presenta, rispetto al contesto, sufficientemente anonimo, per l'uniforme parato a finti conci di pietra che si estende per otto assi, accompagnato dal terrazzo continuo del primo piano. Sicuramente notevole, invece, la grande terrazza a giardino che corona l'edificio.

## Fortuna critica

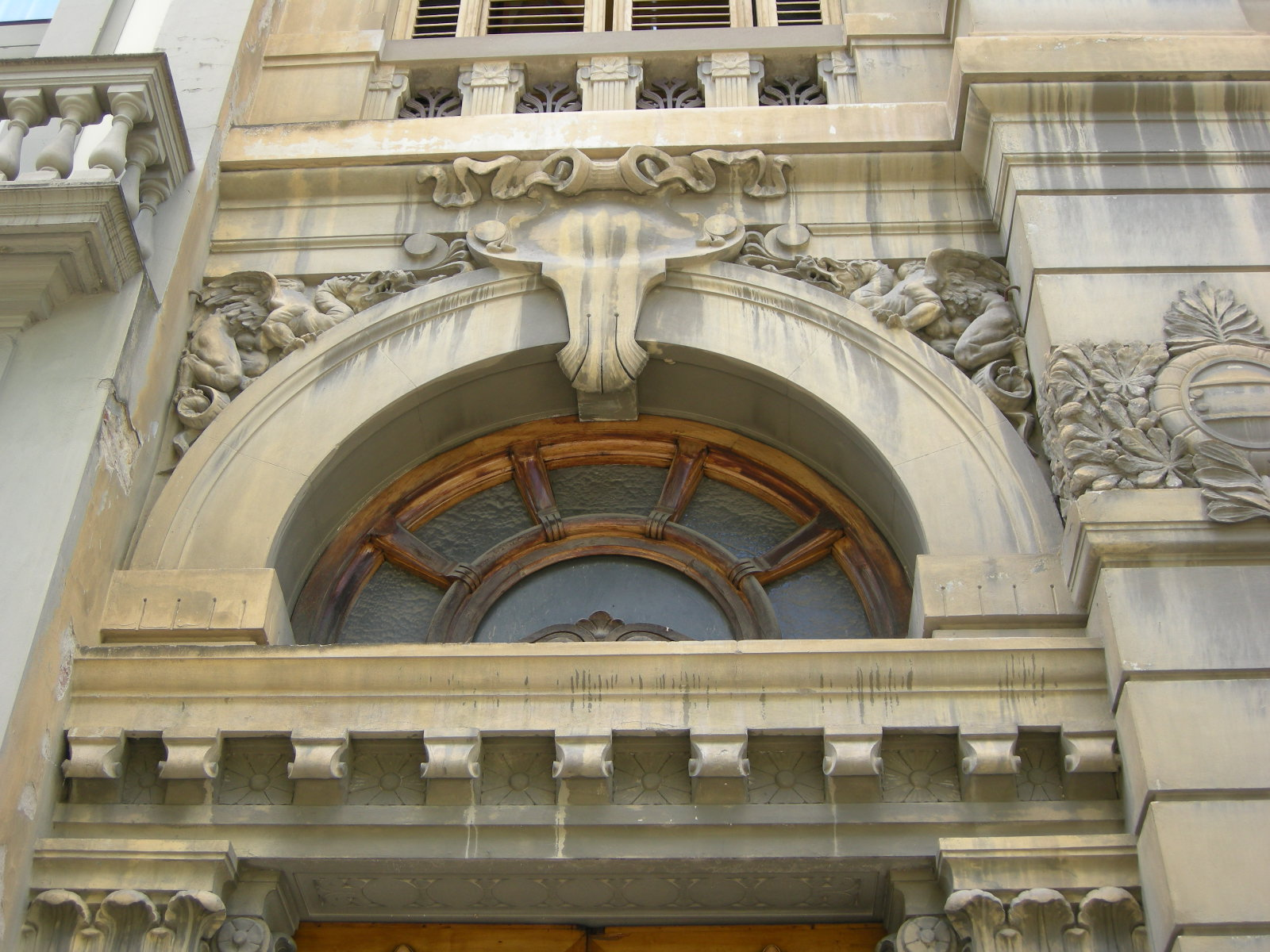
Dettaglio

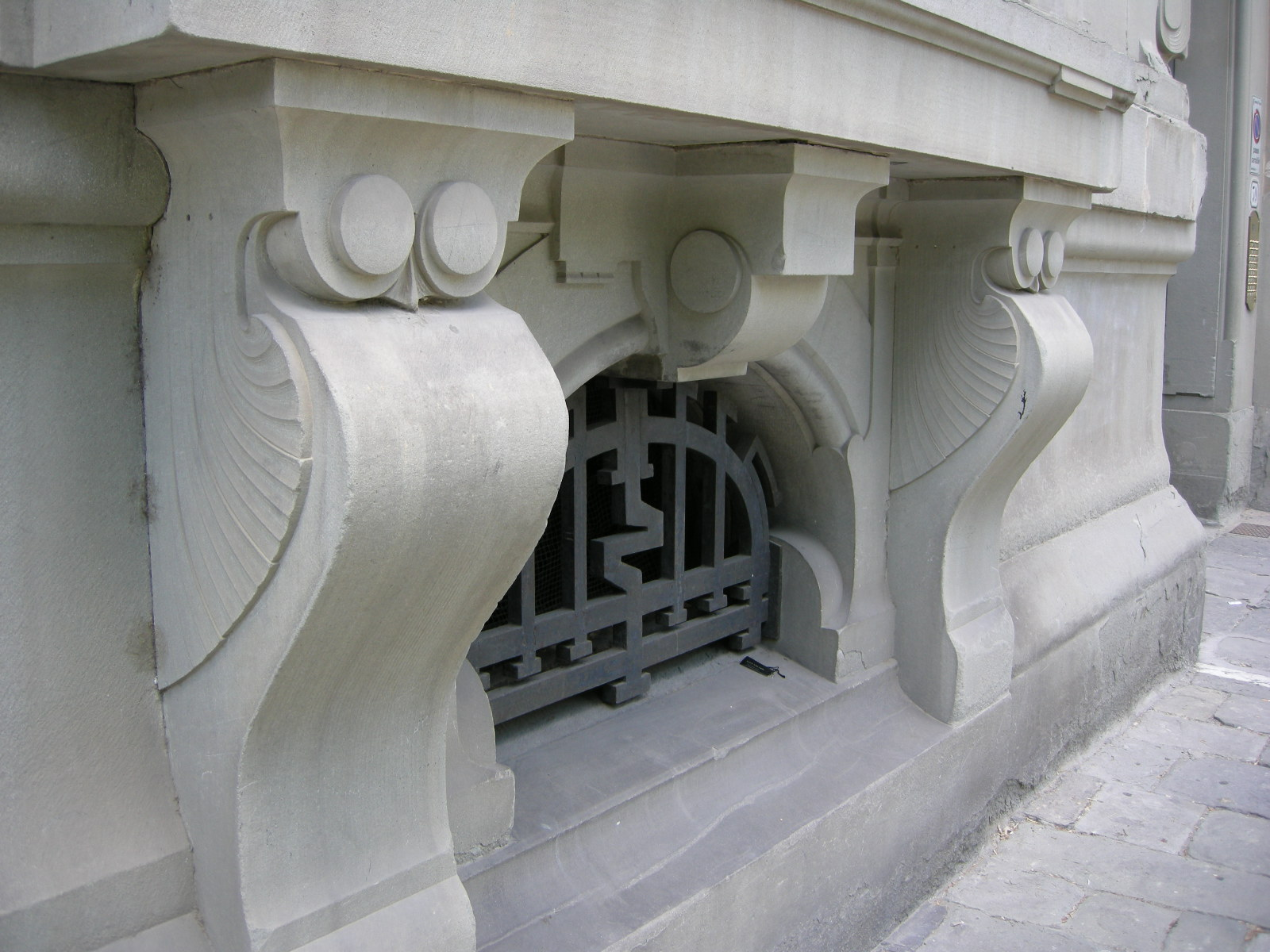
Dettaglio a forma di "gufo"

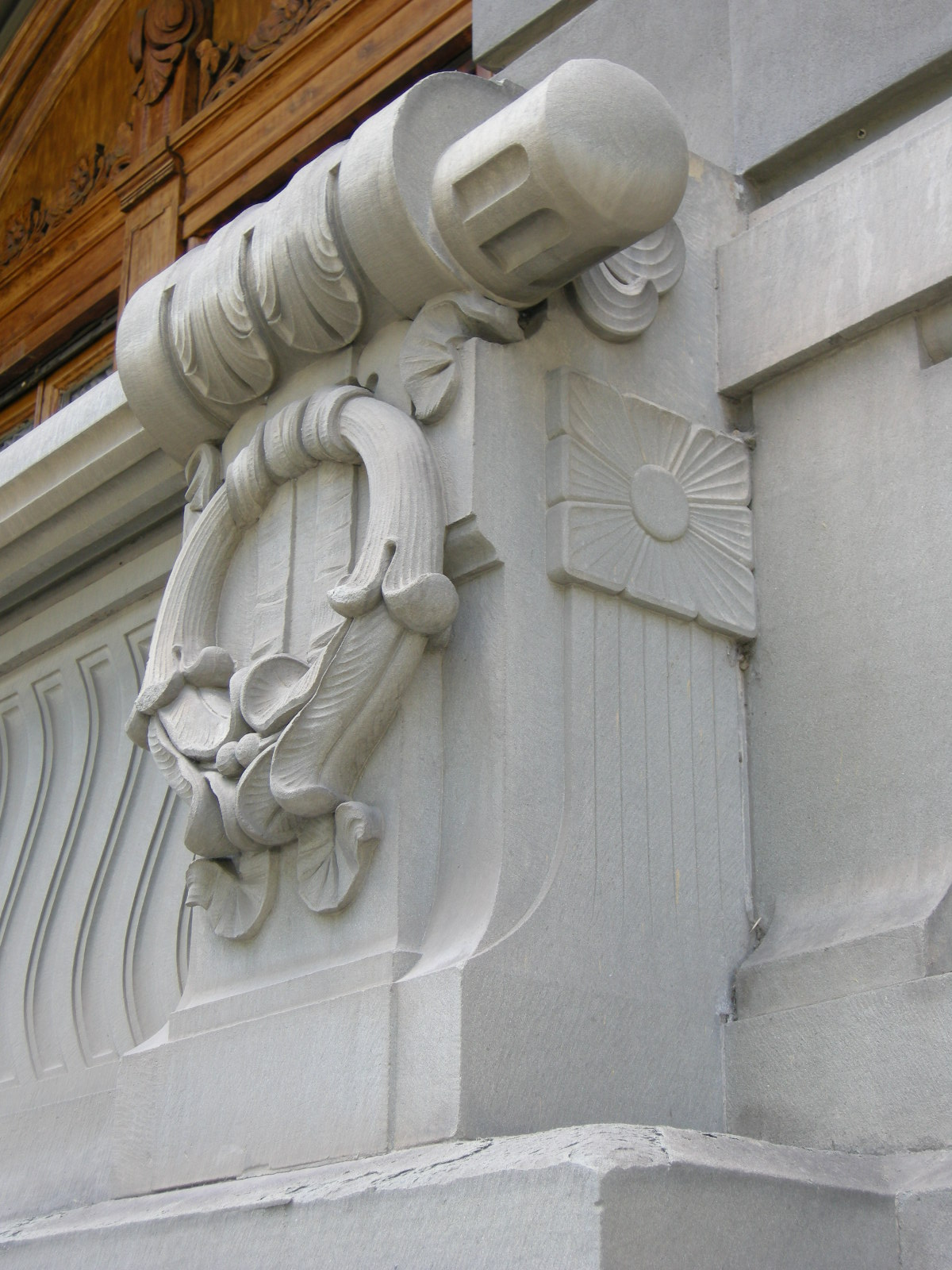
Dettaglio

Definito un "esempio eclettico" caratterizzato dalla "corposa opulenza della sua tessitura decorativa", l'edificio rivela stimolanti richiami al filone modernista soprattutto "per alcuni ingegnosi dettagli di facciata" ma nel connotato complessivo "porta in sé non pochi retaggi di temi tradizionali della vecchia architettura fiorentina".